# Walesiska efternamn

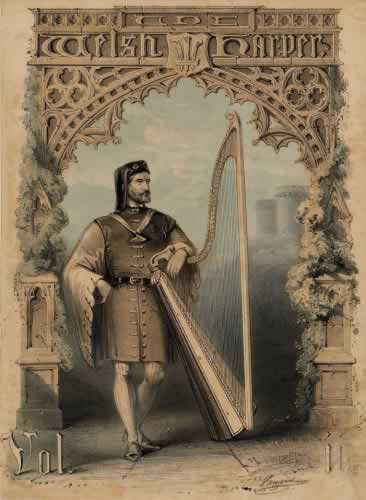
Frontespis av Dafydd ap Gwilym, walesisk bard, son till Gwilym Gam.

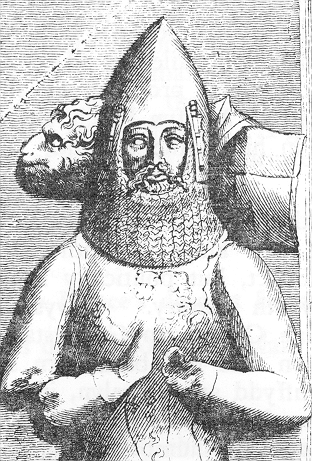
Rhys ap Gruffydd, son till Gruffydd ap Rhys.

Före 1400-talet brukade man i Wales fadersnamn, det vill säga att ens efternamn var bildat av faderns förnamn. Efter det började man i stället bruka släktnamn, det vill säga ärftliga namn.

## Historia
År 1292 var 48 % av alla walesiska namn fadersnamn, och i vissa områden över 70 %. Övriga namn var smeknamn, några var icke-ärftliga personnamn och några få var namn efter yrken. Ett walesiskt fadersnamn bestod av ap eller ab (son till) eller ferch (dotter till) och faderns förnamn, och man kunde ha flera generationer av sådana namn. Till exempel skulle Thomas son Evan heta ”Evan (ap) Thomas”, och Evans son John skulle sedan heta ”John (ab) Evan”, och så vidare. Fadersnamn var därför ett slags förteckning över släktled på fädernet, och namn som Llewelyn ap Dafydd ab Ieuan ap Griffith ap Meredith var inte ovanliga. En kvinna kunde heta ”Rhiannon ferch Dafydd ap Iorwerth”. När kvinnorna gifte sig behöll de vanligtvis sina efternamn eftersom det inte fanns något efternamn att byta till. Encyclopaedia of Wales antar att detta namnsystem uppkom i och med den gamla walesiska lagen som gjorde det nödvändigt för folk att känna till sin härstamning. Dessa lagar försvann i slutet av medeltiden, och systemet med fadersnamn ersattes småningom av släktnamn även om fadersnamn fortsatte att användas till och med början av 1800-talet på landsbygden i vissa delar av Wales. Under Henrik VIII:s styre blev alla efternamn bland de walesiska pärerna släktnamn och bruket spred sig så småningom bland borgarna. I områden med högt engelskt inflytande, i städerna och bland rika försvann bruket av fadersnamn tidigare.
Vissa av de nya släktnamnen behöll ”ap” i vissa fall, främst i försvagad form i början av efternamnet, som i Upjohn (av ap John), Powell (av ap Hywel) och Bowen (av ab Owen). I vissa fall försvann ap helt och hållet. De vanligaste efternamnet i Wales i dag är bildade från förnamn med ett -s på slutet, som i Jones, Roberts och Edwards. Fadersnamn med -s finns dokumenterade i vissa delar av England från och med medeltiden, och de walesiska namnen härmade förmodligen denna vana. Eftersom de flesta walesiska efternamn därmed härstammar från fadersnamn, och grundar sig på relativt få förnamn finns det många familjer i walesiska samhällen med samma efternamn, men som inte är släkt med varandra. Två familjer som heter Jones som bor i samma by behöver nödvändigtvis inte vara besläktade. I norra Wales tog man ofta namn på platser som efternamn och i centrala Wales ofta smeknamn som efternamn. Eftersom efternamn såsom Jones och Williams var så vanliga uppkom bruket av dubbelnamn på 1800-talet såsom Nash-Williams med båda föräldrarnas namn, eller namn med namnet på huset eller området såsom ”Cynddylan Jones”, jämför gårdsnamn.
Många walesiska namn blev angliserade i folkbokföringen eftersom lagen från 1536 krävde att all officiell dokumentation måste ske på engelska. Många som flyttade till England fick också sina namn angliserade, så att Ddu blev Dee och Caradog blev Craddock.

## Användning
Utbudet av efternamn i Wales är väldigt litet, vilket delvis beror på en minskning av variationen av dopnamn efter den protestantiska reformationen och på många platser tog man namn efter kristna helgon. Vanliga walesiska namn som Jones, Williams, Davies, Evans och Thomas fanns alla i listan över de tio vanligaste efternamnen i England och Wales år 2000. Dessa namn har dock sitt ursprung i 1300-talets England eller tidigare, innan de blev vanliga i Wales.
En analys av walesiska efternamn av Wales regering visade att 718 000 människor i Wales, det vill säga ungefär 35 % av befolkningen, har ett efternamn av walesiskt ursprung, jämfört med 5,3 % i övriga Storbritannien, 4,7 % på Nya Zeeland, 4,1 % i Australien och 3,8 % i USA. Totalt sett hade 16,3 miljoner människor ett efternamn av walesisk härkomst.